# Большедворова
Большедво́рова (рос. Большедворова) — присілок у складі Ірбітського міського округу Свердловської області.
Населення — 106 осіб (2010, 107 у 2002).
Національний склад населення станом на 2002 рік: росіяни — 96 %.